# Kalkulator „Curta”

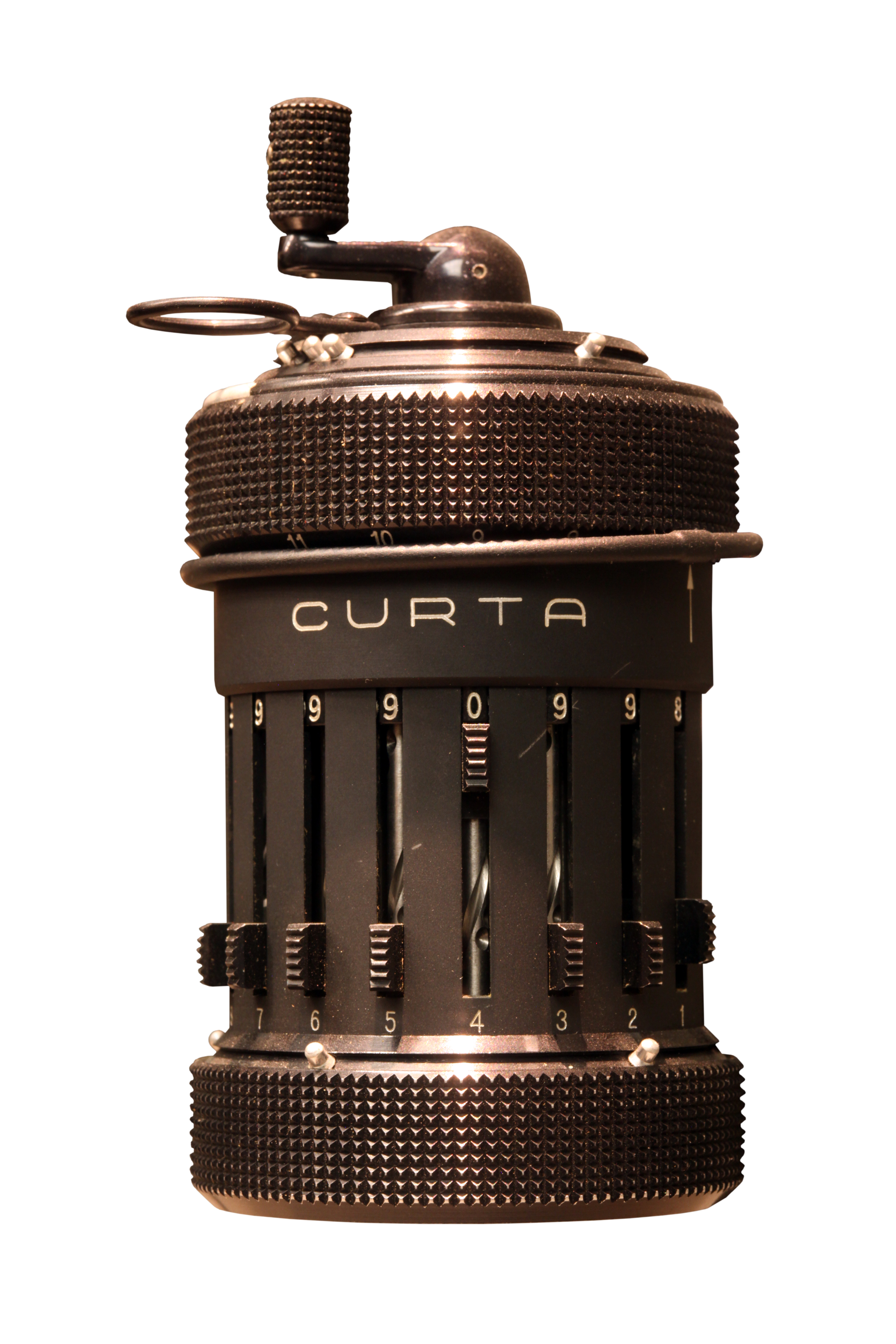
Curta I

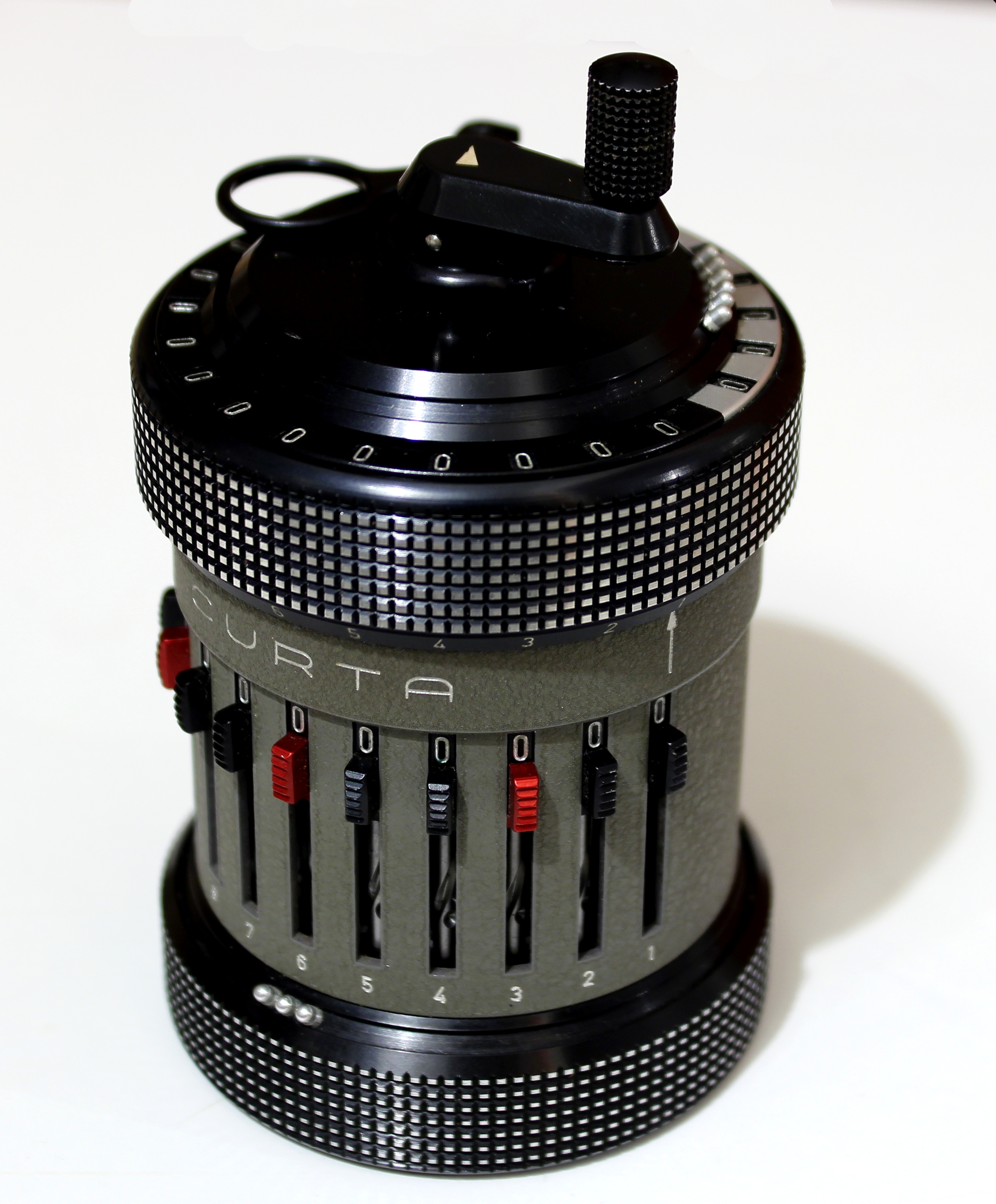
Curta II

Kalkulator „Curta” – mały, mechaniczny kalkulator, stworzony przez Curta Herzstarka w 1948 roku. Herzstark stworzył projekt kalkulatora podczas pobytu w obozie w Buchenwaldzie. Curt Herzstark przetrwał obóz i po II wojnie światowej wyjechał do Liechtensteinu, gdzie dokończył swoje dzieło.

## Historia
Kalkulatory „Curta” długo były najlepszymi poręcznymi kalkulatorami, dopóki nie zostały zastąpione kalkulatorami elektronicznymi w latach 70. Cieszyły się popularnością zwłaszcza w środowiskach geodezyjnych i inżynieryjnych. Ich przewagą nad innymi urządzeniami liczącymi były kieszonkowe wymiary, prosta i szybka obsługa wielu działań, duża dokładność, a także mała hałaśliwość. 

Chciałbym mieć maszynę, która zmieści się w mojej kieszeni i umie liczyć. Jestem majstrem budowlanym. Jestem architektem. Jestem celnikiem. Muszę być w stanie to podnieść. Nie mogę iść 10 kilometrów, by użyć kalkulatora w biurze. Suwaki logarytmiczne nie są przydatne dla mojego celu – nie można na nich dodawać i odejmować.

Wyprodukowano około 80 000 sztuk Typu I oraz około 60 000 sztuk Typu II.
W 1938 r. Herzstark złożył wniosek o patent (Deutsches Reichspatent №747073) na swój nowy projekt i wykonał kilka prototypów podstawowego mechanizmu z bakelitu. Jego plany przerwała wojna. Projektowanie kalkulatora przyczyniło się do uratowania życia jego twórcy w obozie (kazano mu kontynuować pracę, aby naziści mogli zaprezentować maszynę Führerowi jako dar po zwieńczonym sukcesem zakończeniu wojny).

Widzisz, Herzstark, rozumiem, że pracujesz nad nową rzeczą, małą maszyną liczącą. Dam ci radę. Pozwolimy ci robić i rysować to wszystko. Jeśli to naprawdę jest coś warte, damy to Führerowi jako prezent, gdy wygramy wojnę. Wtedy, oczywiście, zostaniesz Aryjczykiem.

Wniosek o patent został złożony ponownie pod koniec lat 40. w Liechtensteinie. Produkcję mechanicznych kalkulatorów rozpoczęto w 1948 roku. Kalkulatory trafiły na rynek w 1949 roku i kosztowały 125 dolarów (przy drugiej wersji cena wzrosła do 175 dolarów). Powstały dwa modele, w liczbie 150 000 sztuk. Jedynie 3% urządzeń wróciło do fabryki w ramach gwarancji, z czego większość z powodu prób rozmontowania urządzenia.
Ostatni kalkulator „Curta” został wyprodukowany w listopadzie 1970 roku, ale sprzedaż trwała do 1972–1973 roku.
Pomimo zaprzestania produkcji kalkulatory „Curta” przeżywają swoją drugą młodość – są licznie sprzedawane na aukcjach, powstają wirtualne emulatory kalkulatorów, są przedmiotem zainteresowania kolekcjonerów. Programista Marcus Wu podjął się w 2015 roku próby wydrukowania kopii maszyny.
Pierwotną nazwą kalkulatora miał być „Lilliput”, jednak na targach w Bazylei w 1948 roku przedstawicielka handlowa firmy zauważyła, że maszyna licząca Herzstarka jest jego dzieckiem: „kiedy ojciec jest Curtem, córka powinna być Curtą”.

## Budowa

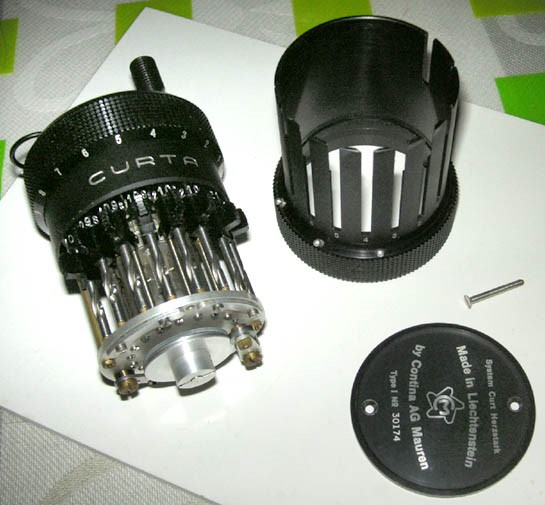
Częściowo rozłożony kalkulator

Kalkulator ma wielkość małej puszki. Z boku zostało umieszczone osiem suwaków (typ I), służących do wprowadzania liczb, a w późniejszej wersji (typ II) było ich 11. Na górze znajdują się dwa wyświetlacze – sześciocyfrowy (I) lub ośmiocyfrowy (II) licznik obrotów oraz jedenastocyfrowy (I) lub piętnastocyfrowy (II) wyświetlacz wyniku. Blaszka z dziurą służy do resetowania obu wyświetlaczy.
Poniżej blaszki jest pierścień, którym ustala się mnożnik (1, 10, 100, 1000...), a także przełącznik trybów mnożenia i dzielenia. Kalkulator Curta przypomina młynek do pieprzu, nazywano go pieprzniczką.
Kalkulator został zaprojektowany tak, aby można było go trzymać w jednej dłoni.

Koło Leibniza (inaczej: bęben schodkowy) znajduje się wewnątrz cylindra „Curty”

Dla uniknięcia błędów osobno pokazywane są wprowadzane liczby, liczba obrotów korbki i wynik. Mechanizm zapadkowy uniemożliwia jednak obrót korbki do tyłu i uszkodzenie trybów. Nie grozi też omyłkowe skasowanie wyniku, ponieważ pierścień do zerowania odczytu jest zabezpieczony przed przypadkowym użyciem.
Odejmowanie zostało zastąpione mechanizmem dopełnienia. Realizacja dodawania i odejmowania odbywa się na uzupełnieniem bębnie schodkowym. Może być używany do wykonywania dodawania, odejmowania, mnożenia, dzielenia i, z większą trudnością, pierwiastków kwadratowych i innych operacji.

### Specyfikacja[5]
| Model                                 | Typ I                         | Typ II      |
| Odczyty „Wejście / Licznik / Wyniki”  | 8 × 6 × 11                    | 11 × 8 × 15 |
| Rejestr wprowadzanych danych (mnożna) | 8 cyfr                        | 11 cyfr     |
| Licznik obrotów korby (mnożnik)       | 6 cyfr                        | 8 cyfr      |
| Wynik                                 | 11 cyfr                       | 15 cyfr     |
| Dodawanie lub mnożenie do             | 11 miejsc                     | 15 miejsc   |
| Dzielenie do                          | 6 miejsc                      | 8 miejsc    |
| Średnica                              | 53 mm                         | 65 mm       |
| Wysokość                              | 85 mm                         | 90 mm       |
| Masa                                  | 230 g                         | 360 g       |
| Części                                | ok. 600, w tym 139 unikalnych | ok. 719     |

## Przykładowe obliczenia[23][24]
Pomnóżmy 1234 przez 98. Przed przystąpieniem do działania należy zresetować oba liczniki, obracając blaszkę o 360 stopni. Na suwakach ustawiamy liczbę 1234, a mnożnik na pierścieniu ustawiamy na 100. Następnie obracamy korbkę o 360 stopni zgodnie z ruchem wskazówek zegara. Wyświetlacz pokazał 123400, a na liczniku obrotów jest liczba 100, co oznacza, że 1234 pomnożyliśmy 100 razy za jednym obrotem dzięki odpowiedniemu ustawieniu mnożnika (równie dobrze można by ustawić mnożnik na 1 i sto razy kręcić korbą). Ustawmy mnożnik na 1 i wysuńmy korbkę z puszki (co spowoduje odejmowanie), a następnie obróćmy ją dwa razy. Licznik obrotów pokazuje 98, a drugi wyświetlacz pokazuje gotowy wynik – 120932.
Podzielmy 110 przez 15. Resetujemy oba liczniki, ustawiamy na suwakach liczbę 110, mnożnik dajemy na 1, wciskamy korbę i kręcimy jeden raz. Liczba ta pokaże się na wyświetlaczu, a na liczniku obrotów będzie cyfra 1, którą należy skasować blaszką. Wyciągamy korbę i suwak trybów przesuwamy w dół, by w ten sposób uzyskać tryb dzielenia. Na suwakach należy ustawić liczbę 15, po czym kręcimy korbą tak długo, aż liczba na wyświetlaczu wyniku będzie mniejsza od liczby ustawionej na suwakach, czyli siedem razy, co jest pokazane na liczniku obrotów. Na wyświetlaczu wyniku pozostaje 5, co jest resztą z dzielenia. Oznacza to, że:
{\displaystyle {\frac {110}{15}}=7{\frac {5}{15}}.}

## Galeria

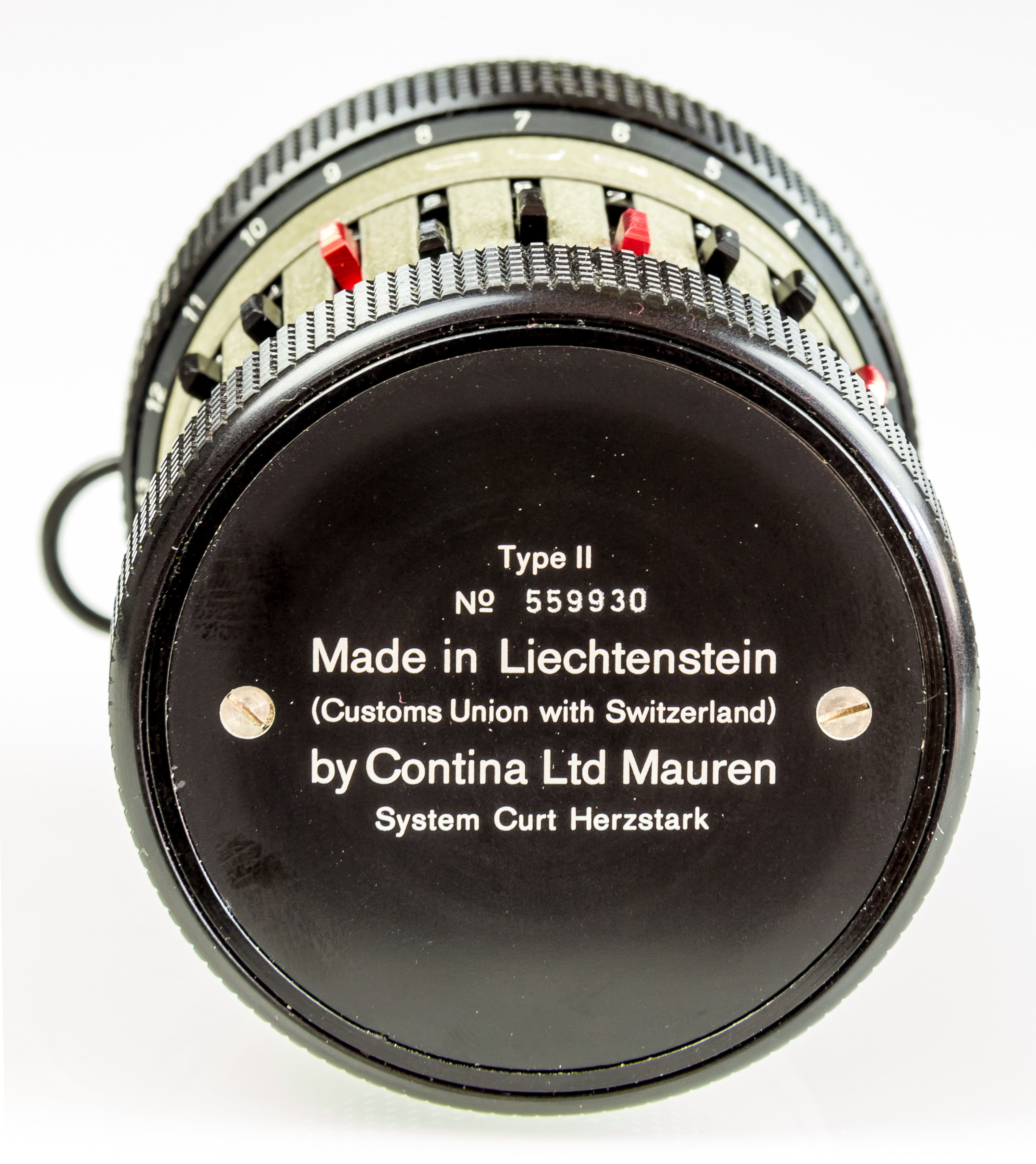
Każdy kalkulator ma swój numer seryjny. Na ich podstawie można określić datę powstania danego kalkulatora
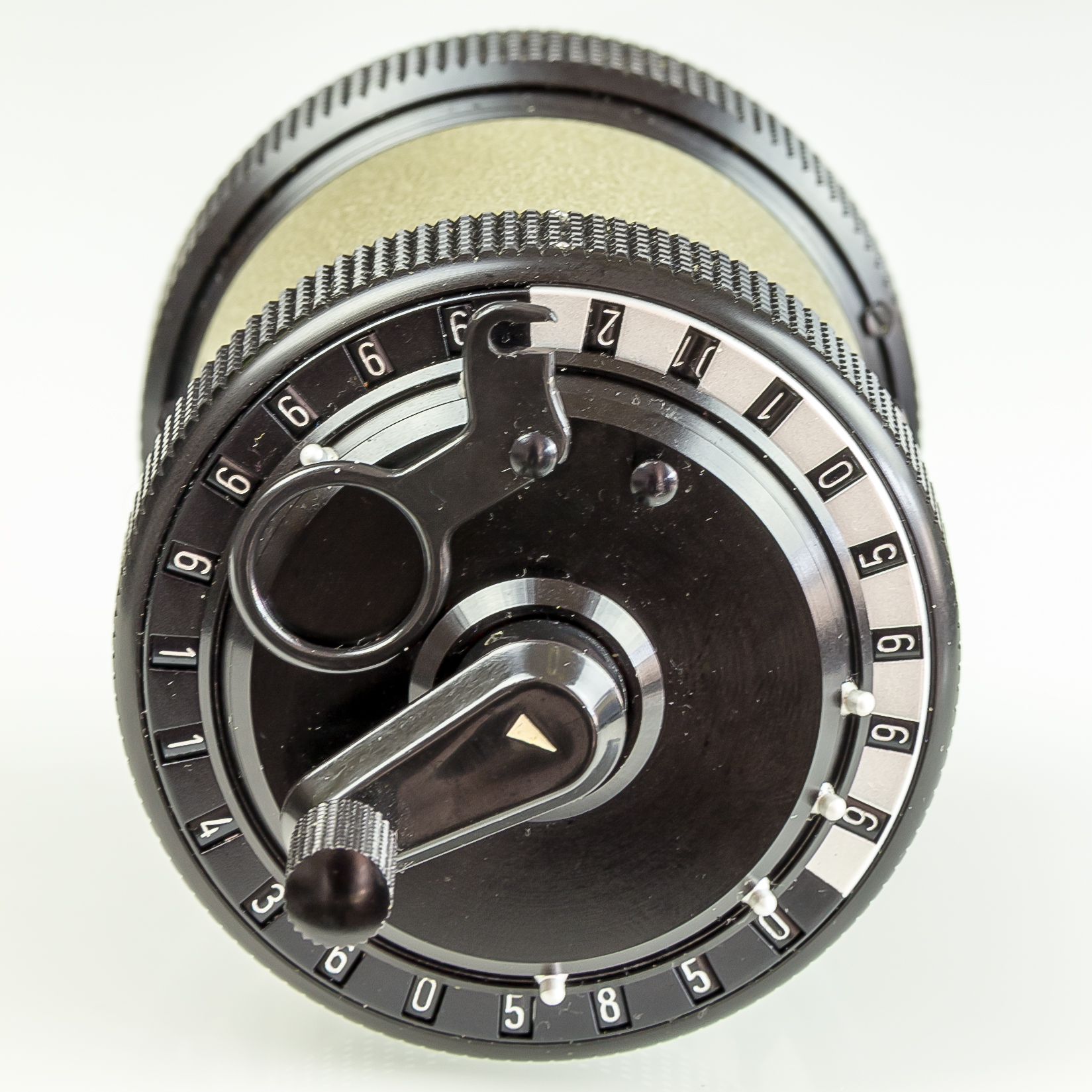
Widok z góry (widać licznik obrotów, licznik wyniku, korbę i dźwignię do zerowania liczników)
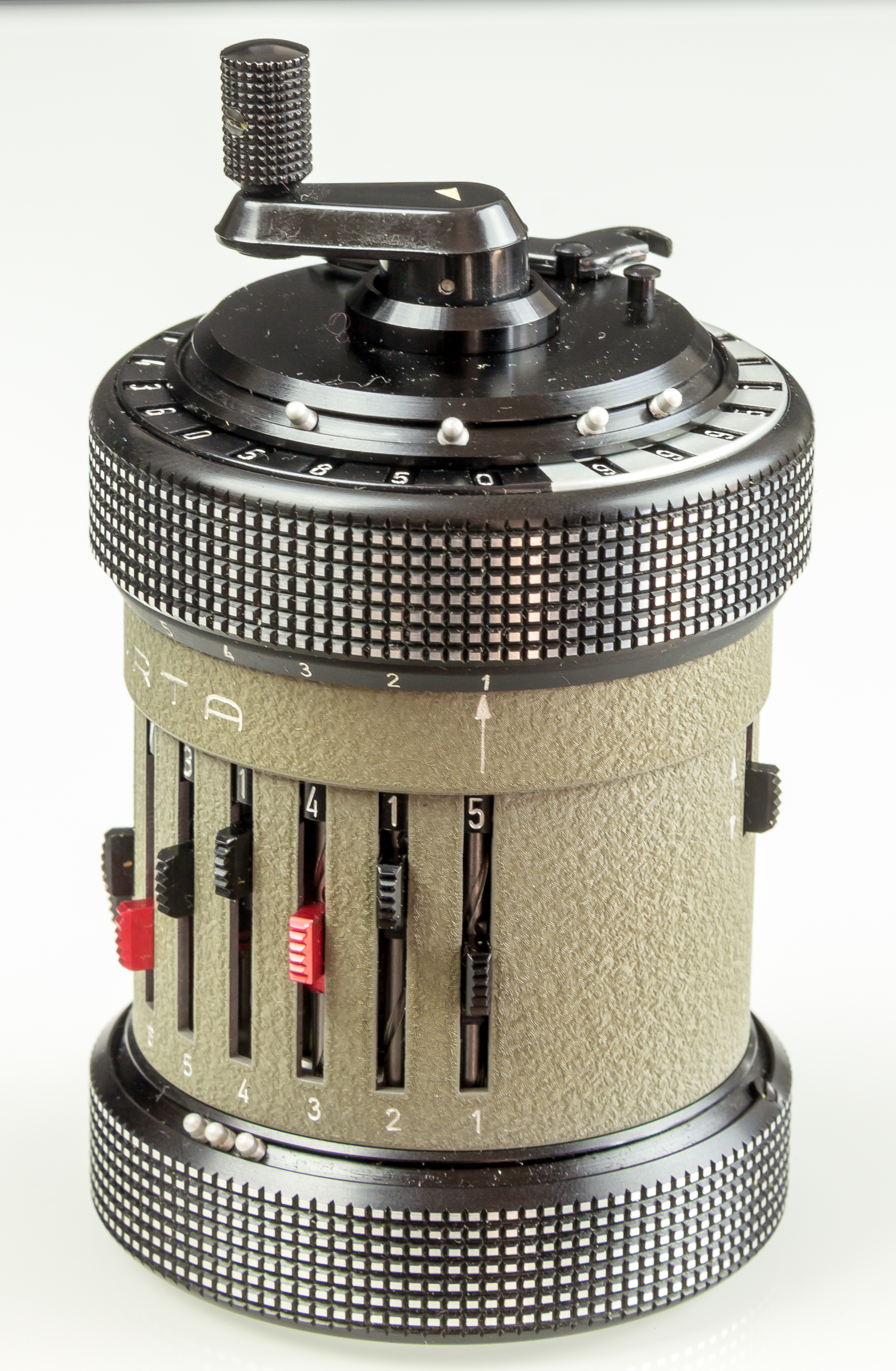
Widok boczny (widać suwaki, pierścień mnożnika i przełącznik trybów mnożenia i dzielenia[18])
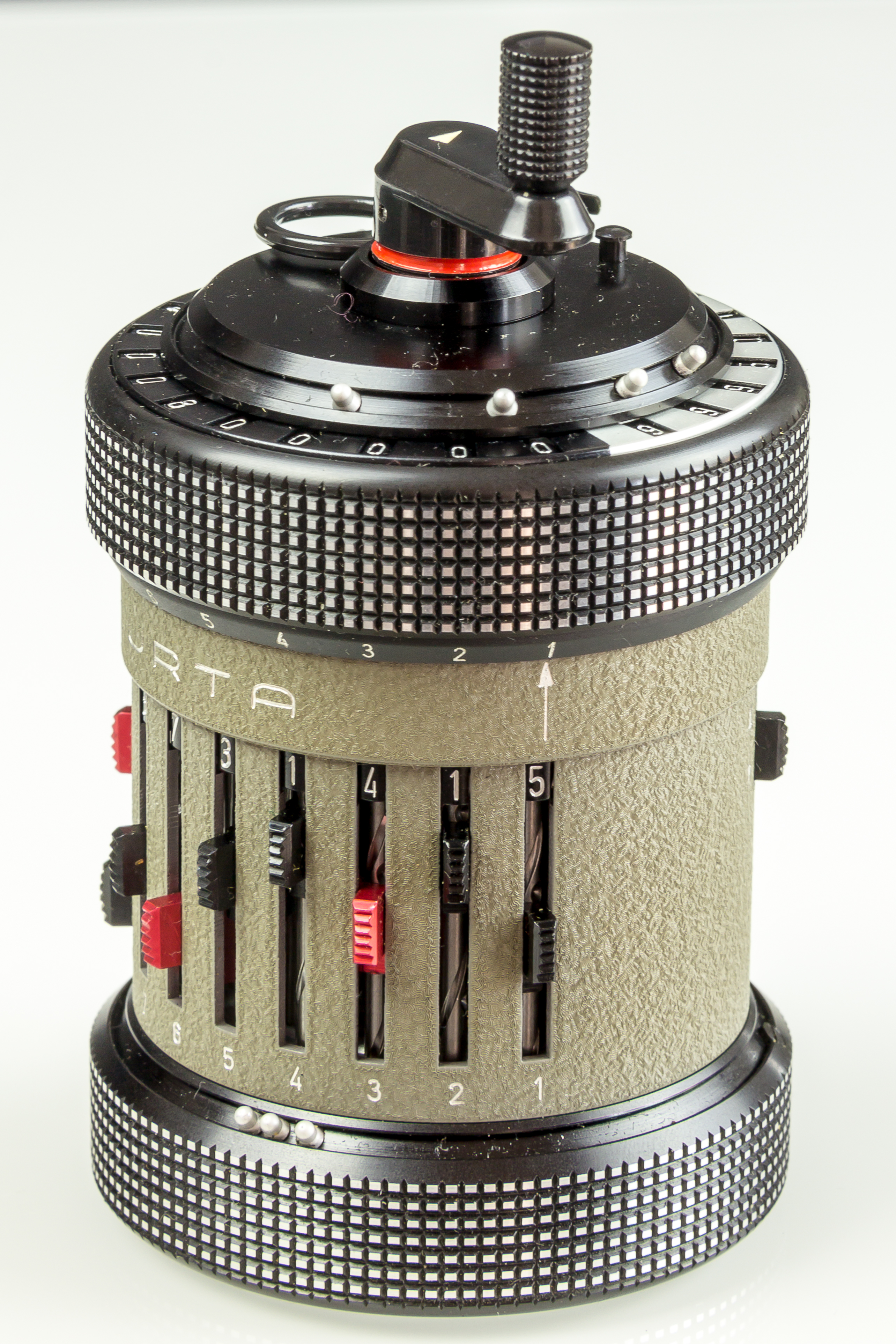
Widok boczny
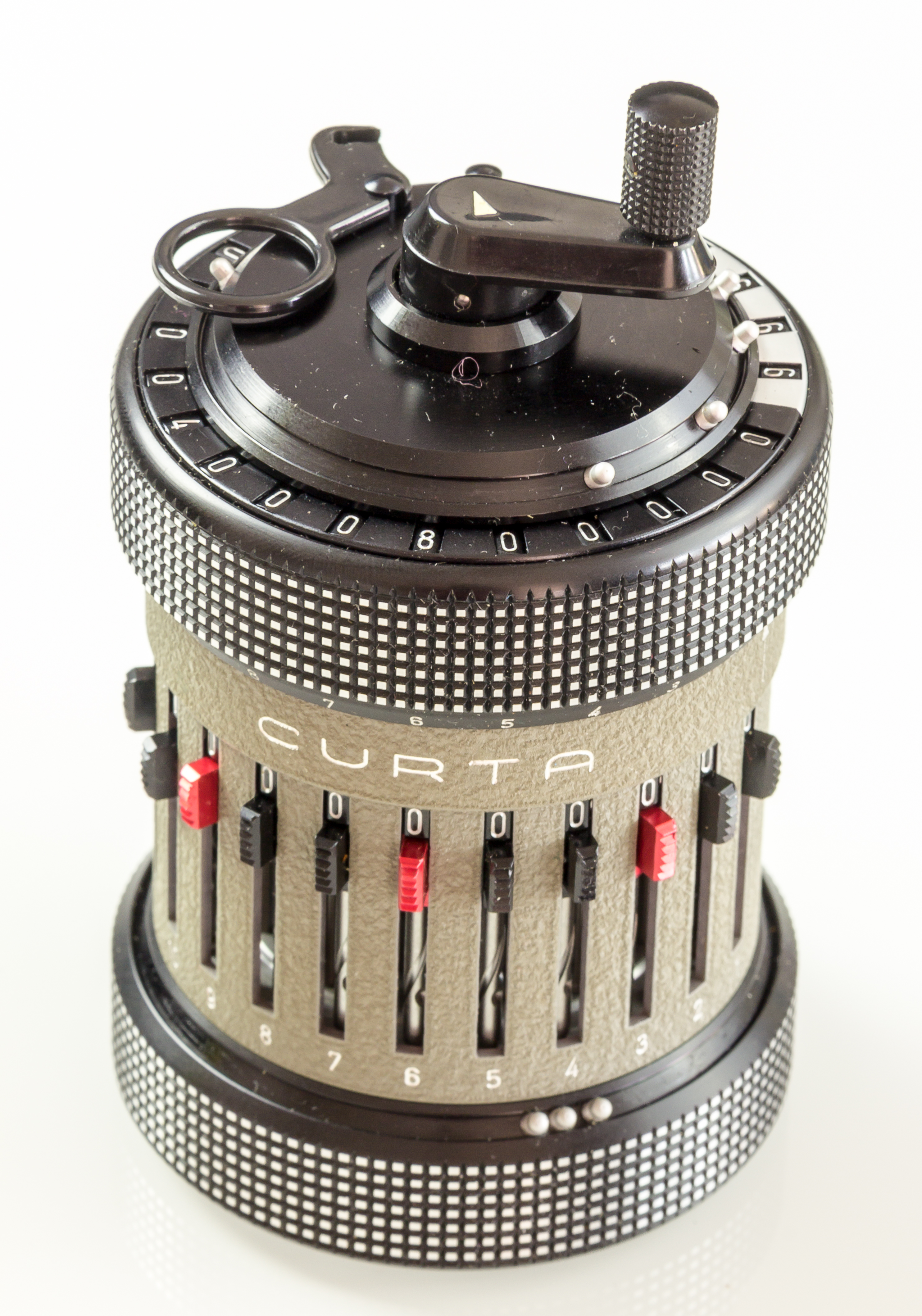
Widok boczny
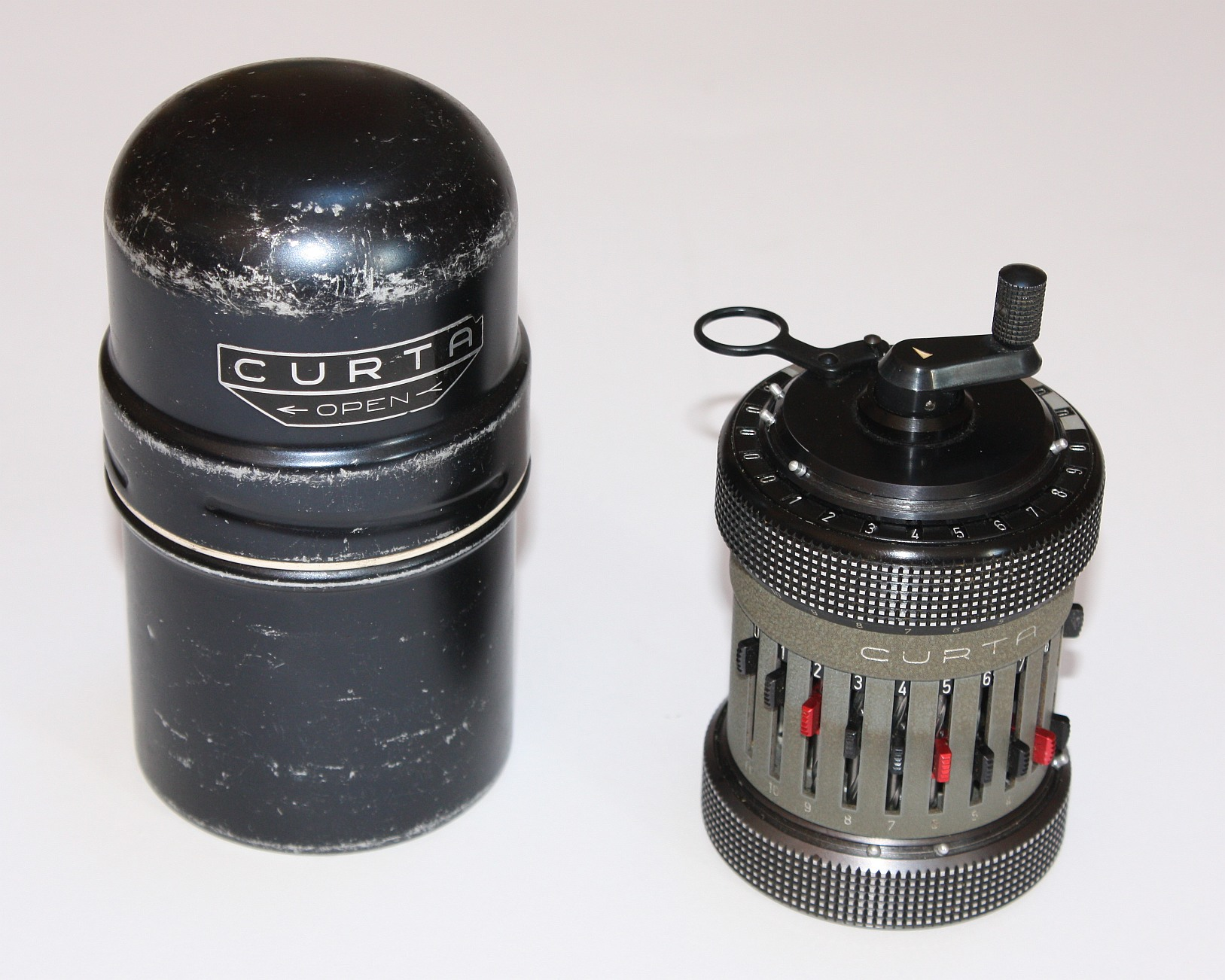
Kalkulator z pojemnikiem
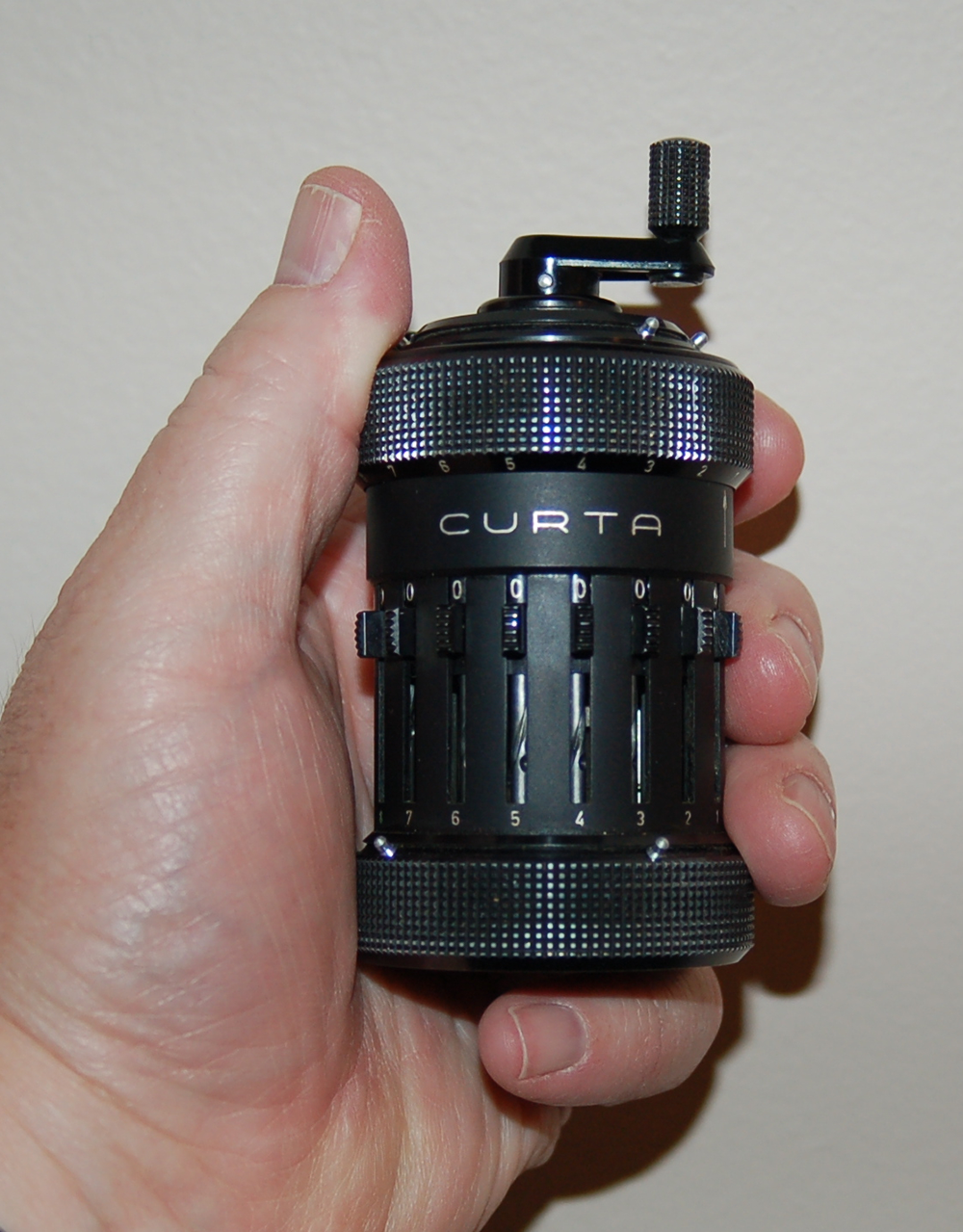
Kalkulator mieszczący się w dłoni
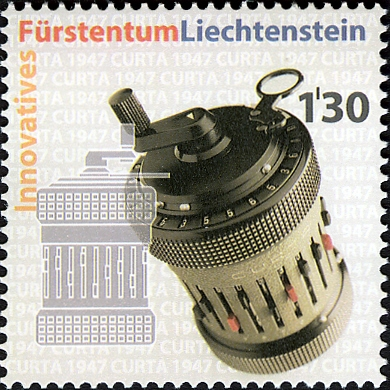
Znaczek pocztowy z kalkulatorem Curta. Jest to prawdopodobnie jedyny kalkulator zilustrowany na znaczku pocztowym (w Liechtensteinie)